# C'est comme ça (album)
Pour les articles homonymes, voir C'est comme ça.
Albums de Florent Pagny
Pagny chante Brel
(2007) Tout et son contraire
(2010)
Singles
1. C'est comme ça
Sortie : 27 avril 2009
2. Amar y amar
Sortie : 12 octobre 2009

C'est comme ça est le 12e album studio de Florent Pagny sorti en mai 2009, chez Mercury France, composé exclusivement de chansons en espagnol (hormis la présence d'un titre en français et d'un couplet chanté en français).
L'album se classe numéro 2 la première semaine de commercialisation et se maintient 10 semaines dans le top 10. L'album reçoit un double disque de platine le 22/12/2009 pour l'équivalent de 200 000 exemplaires.

## Liste des titres
| No  | Titre                                         | Auteur                                      | Durée |
| --- | --------------------------------------------- | ------------------------------------------- | ----- |
| 1.  | El carnaval (instrumental)                    | Julio Reyes Copello                         |       |
| 2.  | C'est comme ça                                | Raúl Paz                                    |       |
| 3.  | Amar y amar                                   | Fernando Osorio/Juan Carlos Pérez-Soto      |       |
| 4.  | Te puedo acompañar (en duo avec Diego Torres) | Diego Torres/Marcelo Wengrowski             |       |
| 5.  | Decirle adiós al adiós                        | Jorge Guevara/Juan Carlos Pérez Soto        |       |
| 6.  | En el teatro (instrumental)                   | Julio Reyes Copello                         |       |
| 7.  | En la vida                                    | Fernando Osorio/Nelson Cano                 |       |
| 8.  | A las puertas de la iglesia (instrumental)    | Julio Reyes Copello                         |       |
| 9.  | No pasa nada (en duo avec Chenoa)             | Cristian Zalles/Alejandra Guzmán            |       |
| 10. | Que nadie sepa mi sufrir                      | Enrique Dizeo-Michel Rivgauche/Angel Cabral |       |
| 11. | La canción del pescado                        | Jorge Villamizar/Pilar Quiroga              |       |
| 12. | Me siento bien                                | Raúl Paz                                    |       |
| 13. | El mundo (instrumental)                       | Julio Reyes Copello                         |       |
| 14. | Sin despertar                                 | Julio Reyes Copello/Jimena Romero           |       |
| 15. | Duele                                         | Julio Reyes Copello-Juan Pablo Vega         |       |
| 16. | París (instrumental)                          | Julio Reyes Copello-Juan Pablo Vega         |       |
| 17. | Vuelvo al sur                                 | Astor Piazzolla/Fernando Solanas            |       |